# 麦克白 (2015年电影)
《麦克白》是一部2015年的英国剧情片，由贾斯汀·库泽尔导演，改编自威廉·莎士比亚的同名戏剧作品。主演有迈克尔·法斯宾德、玛丽昂·歌迪亚和派迪·康斯丁等。该片被选入了第68屆坎城影展的主竞赛单元，并将于10月2日在英国公映。

## 劇情
故事敘述馬克白偶遇女巫，女巫預言他將成為蘇格蘭國王，燃起了他對權力的慾望，加上枕邊人馬克白夫人的慫恿，馬克白趁機殺害國王、嫁禍給僕人，自己繼承王位；一切的陰謀終將逐步被揭露。

## 演員
- 迈克尔·法斯宾德 飾 馬克白（Macbeth）
- 玛丽昂·歌迪亚 飾 馬克白夫人（Lady Macbeth）
- 派迪·康斯丁 飾 班柯（Banquo）
- 西恩·哈里斯 飾 麥克德夫（Macduff）
- 傑克·雷諾 飾 馬爾科姆（Malcolm）
- 伊莉莎白·戴比基 飾 麥克德夫夫人（Lady Macduff）
- 大衛·休里斯 飾 鄧肯國王（King Duncan）
- 羅斯·安德森 飾 羅斯（Rosse）
- 大衛·海曼 飾 倫諾克斯（Lennox）
- 莫里斯·魯夫斯 飾 門蒂思（Menteith）
- 希爾頓·麥克雷 飾 麥克唐納沃德（Macdonwald）

## 發行

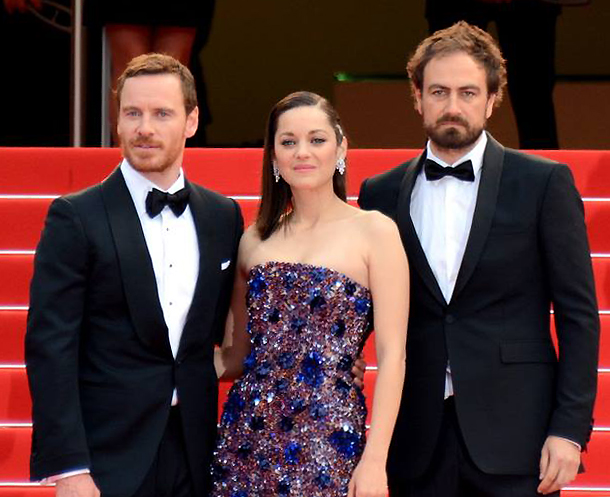
導演和劇組出席於第68屆坎城影展宣傳電影

《馬克白》於2015年5月23日的第68屆坎城影展上首映，並於2015年10月2日在英國上映。